# Shahrestān di Pishva
Lo shahrestān di Pishva (farsi شهرستان پیشوا) è uno dei 16 shahrestān della provincia di Teheran, il capoluogo è Pishva ed è suddiviso in 2 circoscrizioni (bakhsh): 
- Centrale (بخش مرکزی), con la città di Pishva.
- Jalilabad (بخش جلیل آباد)